# Mieres (Girona)
Mieres ist eine Gemeinde in der Comarca Garrotxa in der katalanischen Provinz Girona in Spanien. Die 349 Einwohner (Stand: 2024) werden Mirencs genannt.

## Geographie
Die Gemeinde liegt im Osten der Garrotxa. Sie grenzt im Osten an die Comarca Pla de l’Estany mit der Gemeinde Sant Miquel de Campmajor und im Süden an die Comarca Gironès  konkret an die Gemeinde Sant Martí de Llémena. Sie grenzt auch an die Garrotxa-Gemeinden Sant Ferriol (im Norden), Santa Pau (im Westen) und Sant Aniol de Finestres (im Südwesten).
Das Gebiet umfasst eines der Becken, die die tektonische Grube der Baixa Garrotxa bilden. Dieses Becken bildet das Quellgebiet des Ritort, eines rechten Nebenflusses des Ser (in der Gemeinde Sant Miquel de Campmajor), und des Baches Mieres, ebenfalls ein rechter Nebenfluss des Ser (in der Gemeinde Sant Miquel de Campmajor). Das bergige Gebiet rund um das Quellgebiet des Ritort ist durch Eichen- und Steineichenwäldern geprägt, die an flacheren Stellen von Weißkiefern abgelöst werden. Der westliche Teil der Gemeinde ist Teil des Naturschutzpark Vulkane der Garrotxa.
Die Gemeinde besteht aus dem Hauptort Mieres, und den Ortsteilen Pujolet und La Cellera sowie den Weilern Brugueroles, Freixe, Samuntà de Baix, Samuntà de Dalt und Ruïtlles. Die Straße von Olot nach Banyoles über Santa Pau durchquert den Ort, von der eine Abzweigung nach El Torn (Sant Ferriol) abzweigt.

## Entwicklung der Einwohnerzahl
Die Einwohnerzahl von Mieres nahm vom 16. bis ins 19. Jahrhundert kontinuierlich zu, was in Volkszählungen und bei Brandkatastrophen dokumentiert wurde. Im Jahr 1900 hatte Mieres 1042 Einwohner. Im 20. Jahrhundert waren dann bis Ende der 1990er Jahre Bevölkerungsrückgänge durch Abwanderung von jungen Leuten in stärker industrialisierte Landesteile zu verzeichnen. 1960 verzeichnete die Gemeinde noch 804 Einwohner. Gegen Ende der 1990er Jahre stabilisierte sich die Einwohnerzahl dann um die 350 Personen herum. Konkret hatte die Gemeinde im Jahr 2005 352 Einwohner.

## Wirtschaft
Landwirtschaft und Viehzucht sind die wirtschaftliche Grundlage des Ortes. Es werden hauptsächlich Futtermittel und Getreide angebaut. Die Viehzucht dominiert. Sie beliefert die Milch-, Schweine- und Geflügelindustrie. Kaninchen-, Schaf- und Ziegenzucht kommen wirtschaftlich nur mindere Bedeutung zu.

## Der Hauptort Mieres
Der Hauptort Mieres (192 Einwohner im Jahr 2006) liegt auf einer Höhe 286 Metern am Zusammenfluss des gleichnamigen Baches und des Ritort. Es handelt sich um eine Gebäudegruppe, deren Mittelpunkt die Pfarrkirche Sant Pere de Mieres aus der Barockzeit mit einem schlanken quadratischen Glockenturm bildet. Diese Kirche unterstand dem Kloster von Banyoles. Der Ort wurde 834 urkundlich ersterwähnt und gehörte zur Gerichtsbarkeit der Krone. Nördlich des Dorfes befindet sich das Bauernhaus Can Gou.

## Die anderen Teilorte
Im südlich der Hauptortes gelegenen Teilort Cellera befindet sich die alte Kirche Santa Maria de Romeria. Das ursprüngliche romanische Gebäude wurde im 16. Jahrhundert (1589) und in der zweiten Hälfte des 18. Jahrhunderts umgebaut. Es enthielt bis 1936 ein bemerkenswertes polychromes Holzbild der Jungfrau Maria wahrscheinlich aus dem 13. Jahrhundert, das zu Beginn des Spanischen Bürgerkrieges zerstört wurde.
Am südlichen Ende der Gemeinde, am Bastarra-Pass, befindet sich die Kirche Santa Maria de Freixe, die das Zentrum eines dünn besiedelten Viertels bildet. Diese Kirche wird bereits im Jahr 1000 erwähnt. Sie war eine Filialkirche von Mieres. Sie ist romanischen Ursprungs, hat ein Schiff und wurde im Norden durch einen quadratischen Glockenturm erweitert. Die Apsis ist durch eine nachträglich eingebaute Tür als romanisches Bauwerk etwas entwertet.
Die Kirche Sant Andreu de Ruïtlles, etwa 2 km südlich des Hauptortes, ist ebenfalls von einer kleinen Streusiedlung umgeben. Diese Siedlung wies im Jahr 2005 21 Einwohner aus. Die Kirche ist romanischen Ursprungs und besteht aus einem Kirchenschiff mit Tonnengewölbe und Torbögen sowie einer Apsis. Die Tür stammt aus dem Jahr 1798, und der Glockenturm ist neuzeitlich gebaut.
Über die Gemeinde verstreut liegen die alten Ortsteile Brugueroles nordwestlich des Kernortes Mieres, westlich Samuntà de Dalt, nordöstlich Samuntà de Baix. Diese Ortsteile wiesen 2005 insgesamt 137 Einwohner auf. Weiterhin gibt es die Bauernhäuser Reixac, Can Griver, el Bruguer und Can Verdeguer sowie einige Urbanisationen. In der Sierra de Finestres und am Puigcastellar wurden mehrere iberische archäologische Stätten gefunden.

## Galerie

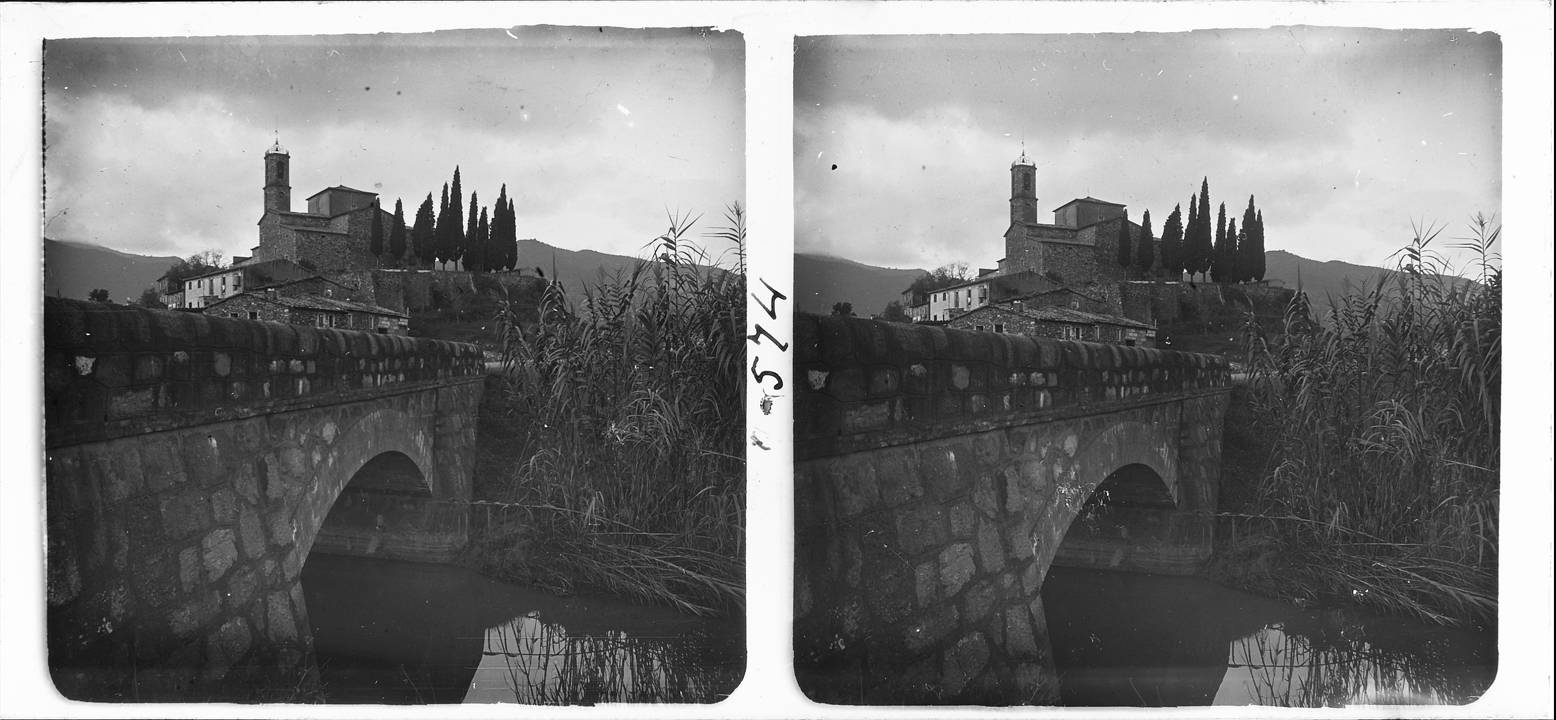
Historische Ansicht von Mieres mit der Kirche Sant Pere de Mieres (1920)
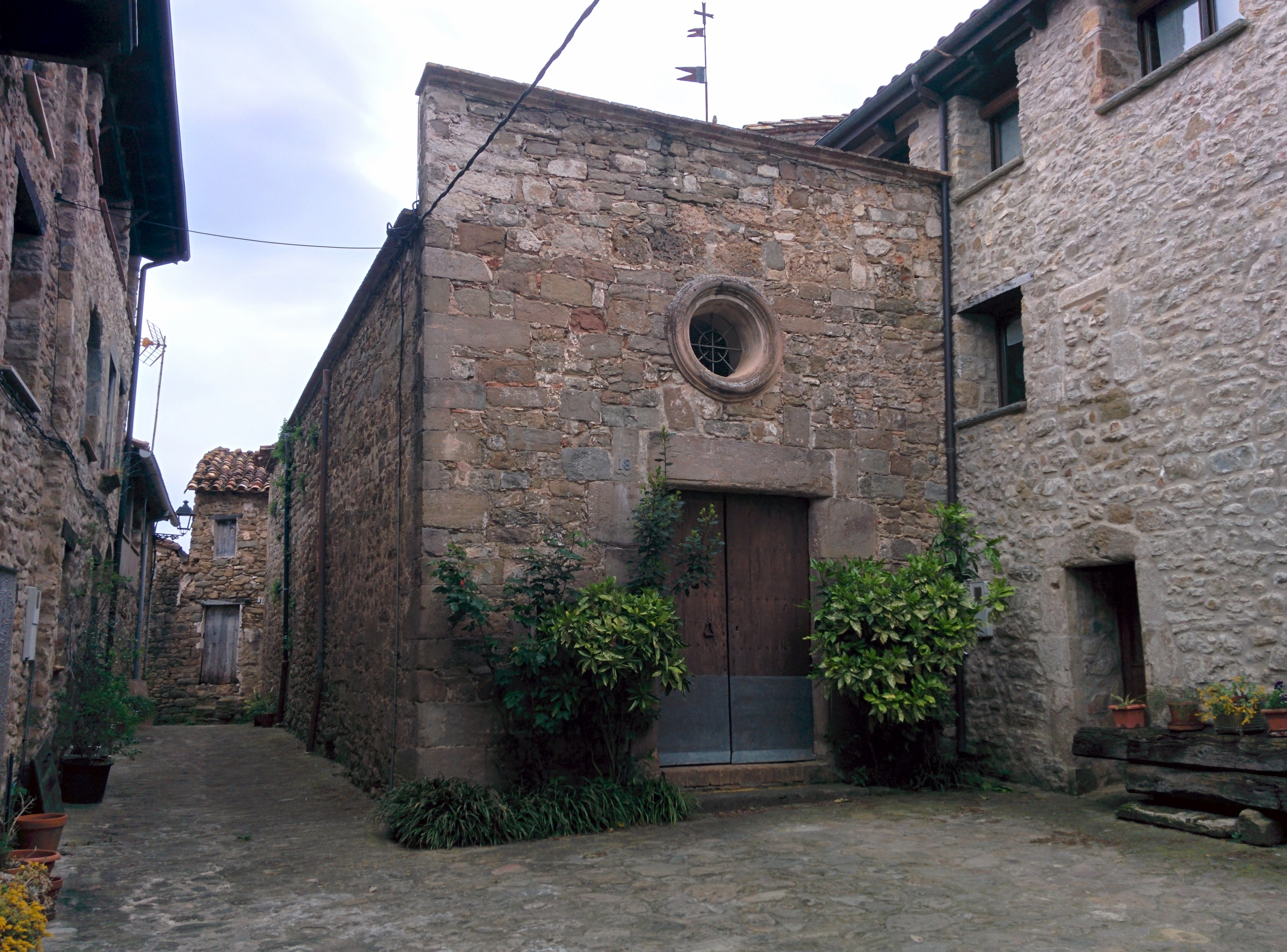
Die romanische Kirche Santa Maria de Romeria
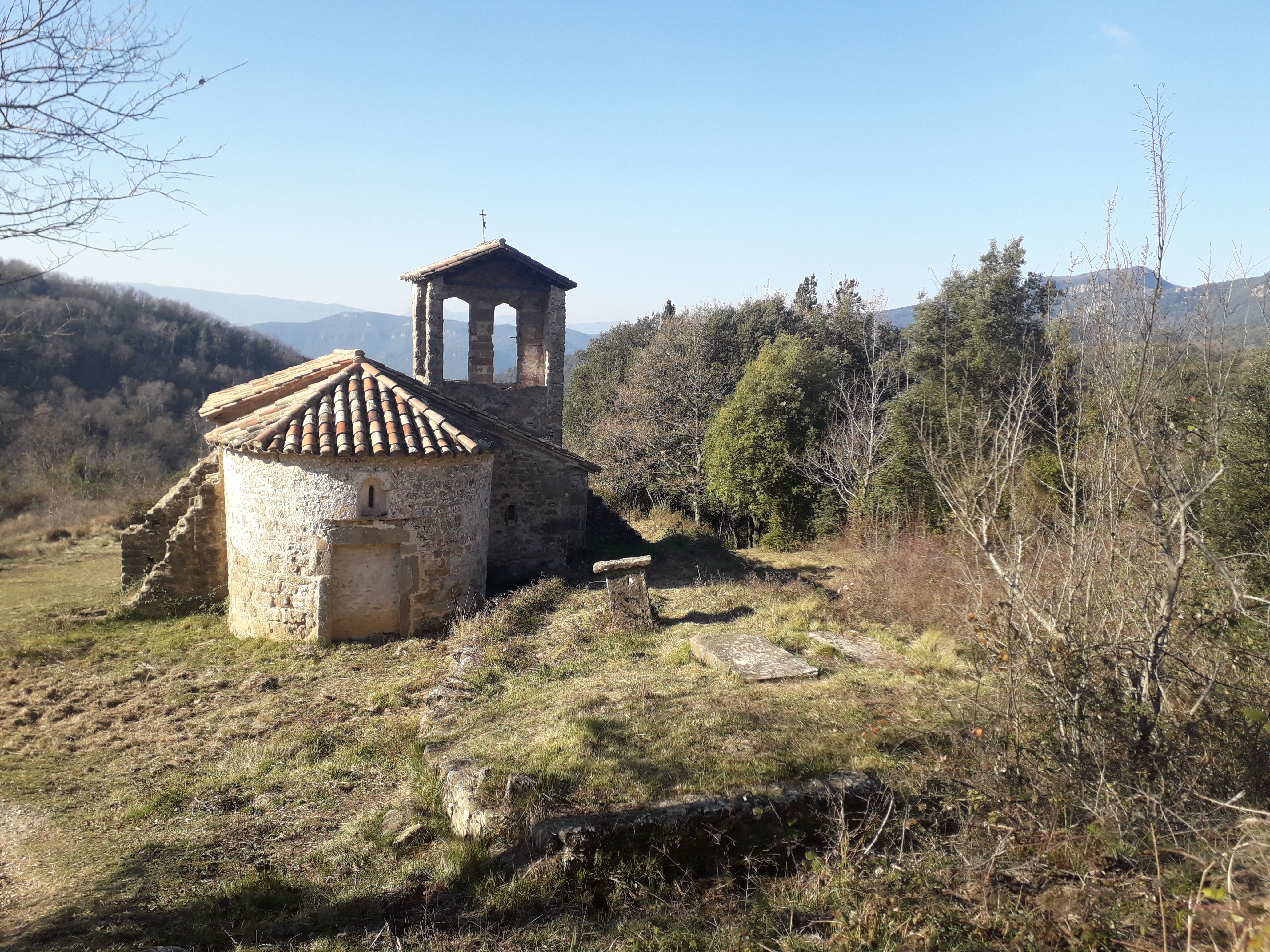
Die romanische Kirche Santa Maria de Freixe mit dem Tor in der Apsis
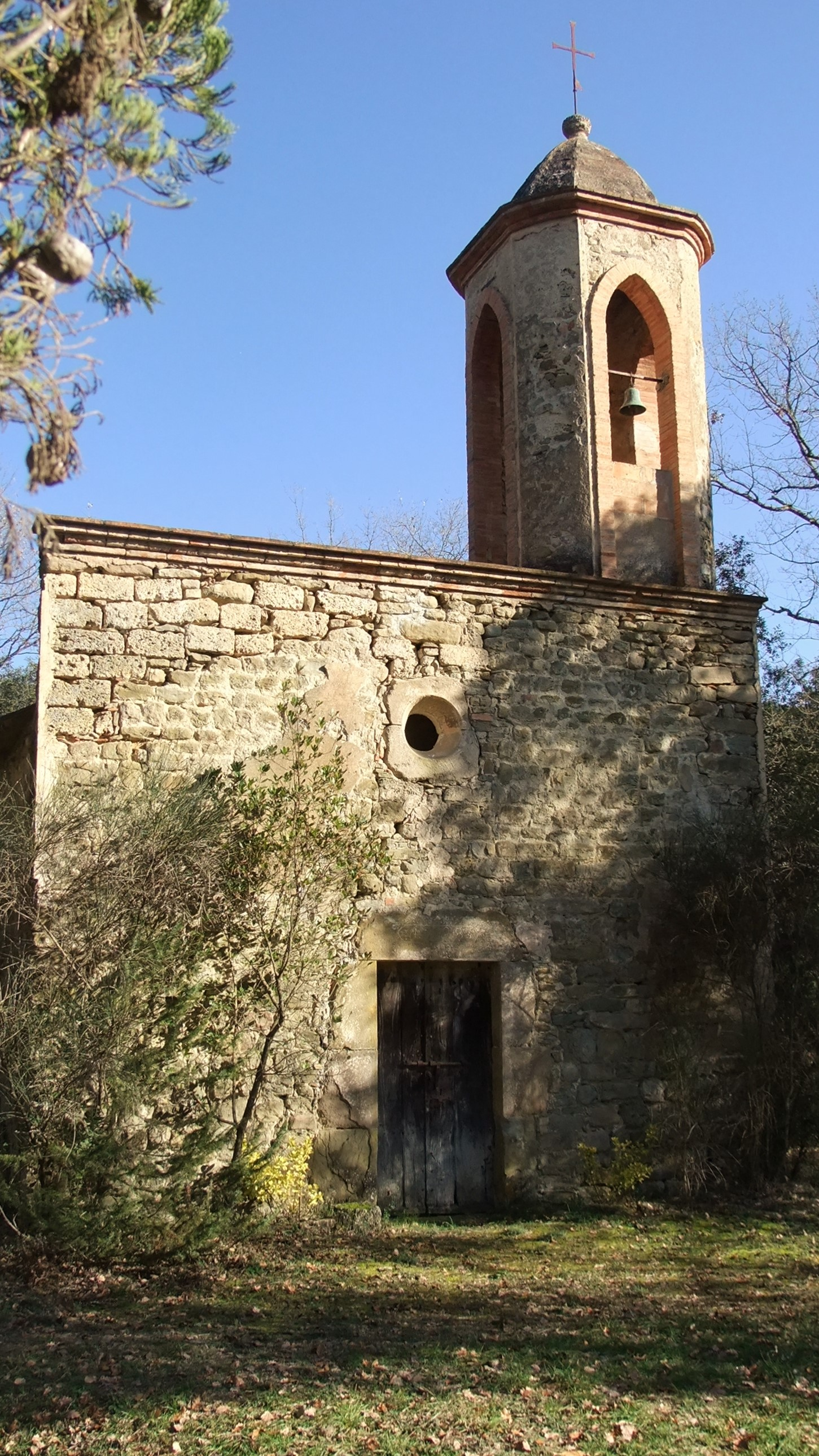
Die Kirche Sant Andreu de Ruïtlles
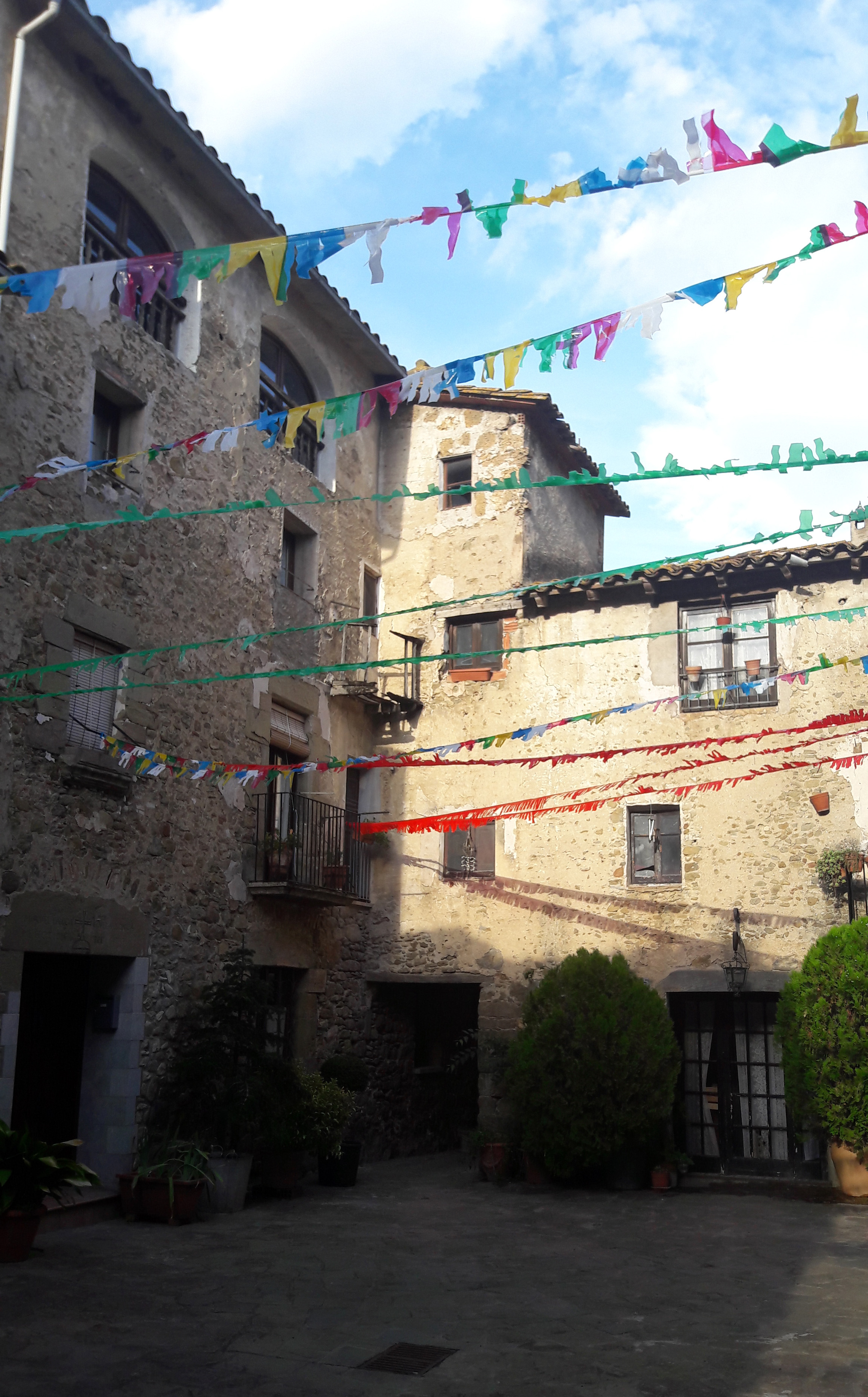
Häuser im Ortsteil Cellera
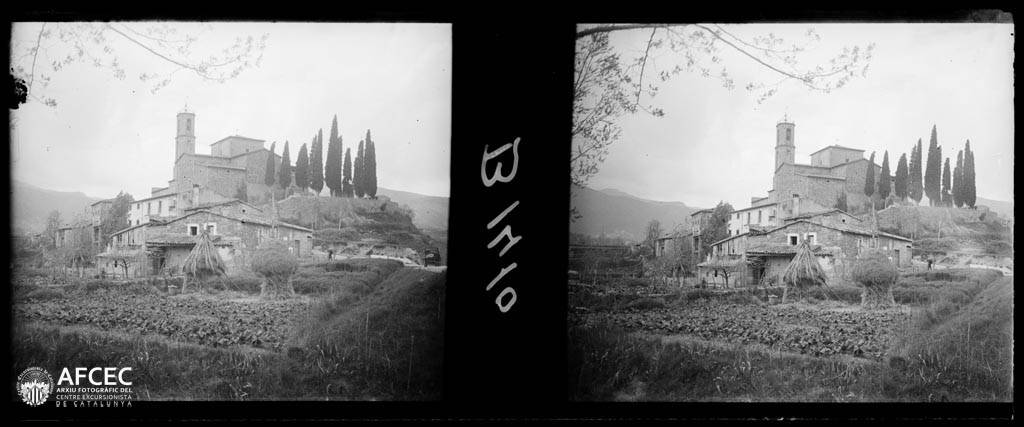
Historische Ansicht von Mieres (1915–1930)